# La gitana dormida
La gitana adormida (en francès: La bohemienne endormie) és un quadre pintat el 1897 per l'artista naïf francès Henri Rousseau. El mateix artista el descrivia de la manera següent:
| « | Una negra errant, una mandolinista, es troba, en un son profund, vençuda per la fatiga, amb la seva gerra al seu costat (una gerra amb aigua per a beure). Un lleó que passa per allà capta la seva olor però no la devora. Hi ha un efecte de la llum de la lluna, molt poètic. | » |

## Història
Rousseau va exhibir el quadre per primera vegada al XIII Salon des Indépendants i va provar sense èxit de vendre'l al batlle de la seva ciutat natal, Laval. En comptes d'això, va entrar a formar part de la col·lecció privada d'un comerciant de carbó de París, on va romandre fins al 1924, quan va ser descobert pel crític d'art Louis Vauxcelles. El marxant d'art Daniel-Henry Kahnweiler, establert a París, va comprar el quadre el 1924, encara que va sorgir una controvèrsia sobre la seva autenticitat. El 1939 va ser adquirit per l'home de negocis Simon Guggenheim, que el va donar al Museu d'Art Modern de Nova York.